# Hanno Coldam
Hanno Coldam (eigentlich Heinz Matloch; * 25. Oktober 1932 in Berlin; † 13. April 1992 ebenda) war der Chef-Dompteur der DDR. Sein Künstlername „Coldam“ bildete seit 1954 das Ananym seines bürgerlichen Nachnamens.
Er arbeitete im Zirkus mit Löwen, Tigern, Pumas, Leoparden, Eis-, Braun- und Kragenbären und bildete Dompteur-Nachwuchs aus. Internationalen Ruhm erlangte er in der Zirkuswelt durch die einmalig gebliebene Dressur von zehn Schwarzen Panthern. Populär wurde er beim internationalen Zirkuspublikum als Clown, der im Löwenkäfig mit den Tieren seine Scherze trieb und dabei gefährliche Attraktionen wie den selten gezeigten freihändigen Kopftrick vorführte.

## Leben und Wirken

### Kindheit und Jugend
Heinz Matloch wuchs als mittleres von fünf Geschwistern in der Krausnickstraße im Berliner Stadtbezirk Mitte auf.  Nach dem Abschluss der Grundschule schickte seine Mutter den 14-Jährigen in die Schmiedelehre. Er sollte wie sein Vater, der bereits in der Kriegszeit verstarb, Schmied werden. Seine Lehrstelle gab er ohne Berufsabschluss auf, um 1948 beim Zirkus Barlay an der Friedrichstraße eine ausgeschriebene Stelle als Requisiteur anzunehmen. Damit wollte er seinem Ziel, Tierpfleger zu werden, näher kommen.
Während des Gastspiels des schwedischen Zirkus Suecia 1950/1951 im Barlay-Bau ergriff Matloch die Gelegenheit, auf die freie Tierpflegerstelle beim französischen Raubtierdompteur Gilbert Houcke zu wechseln. Houcke zeigte als „Tarzan“ acht Bengaltiger, reiste in den folgenden Jahren mit seinem neuen Mitarbeiter nach Schweden, München (Circus Krone) und Paris (Cirque d’ hiver). In dieser Zeit schaute sich Matloch sowohl die Arbeitsmethoden seines Chefs als auch die Vorführmethoden der bekanntesten Dompteure dieser Zeit ab.

### Start in die Manege
Nach einem Gastspiel in Indien und Ceylon bot sich Matloch 1953 die erste Gelegenheit, selbst in der Manege zu stehen: Für das Saisonende war Houcke mit seinen Tieren von Zirkus Suecia beim Zirkus Aeros in Leipzig verpflichtet worden. Als der Dompteur erkrankte und ein Ersatzdompteur bereits bei der Probe verletzt worden war, bestimmte Micaela Busch als Direktorin von Suecia, dass der Tierpfleger die Raubkatzen zur Premiere vorführt. Nach nur zwei Proben stand der gerade 21-Jährige erstmals am 1. November 1953 für fünf Tage im Scheinwerferlicht der Manege. Nach weiteren Monaten Reisetätigkeit als Tierpfleger Houckes ging er zurück nach Leipzig zu Aeros, wo er im Mai 1954 einen Vertrag als Dompteur und fünf Löwenbabys erhielt.
Bereits am 25. Dezember 1954 debütierte er in Budapest beim ersten Aeros-Auslandsgastspiel nach 1945 unter dem Namen „Hanno Coldam“ mit seiner „Löwenkinderstube“ aus inzwischen zwölf Junglöwen. Von seinem einstigen Chef Houcke, den er als seinen „Lehrer“ bezeichnete, übernahm er die Methode der „zahmen Dressur“, die auch später seinen ruhigen Vorführstil auszeichnete. Auch das komische Element, das in vielen seiner späteren Dressuren immer wieder eingebaut worden ist, zeigte er bereits bei seinem Debüt: Die Löwen standen auf besonders kleinen Postamenten, lagen in Bettchen und wurden spielerisch mit Spaß vorgeführt. Das Budapester Publikum war hingerissen und die ungarische Presse berichtete begeistert.
„Deutschlands größte und schönste Löwengruppe“ rühmte das Bauern-Echo das auf 18 Berberlöwen angewachsene Rudel anlässlich eines Magdeburg-Gastspiels von Aeros am 26. März 1957. Coldam teilte später die Gruppe nach Geschlechtern, um Rangkämpfe zu vermeiden. Die sieben weiblichen Löwen präsentierte Coldams Ehefrau Regina Moschek (*12. Mai 1931, verheiratet seit Anfang 1958) unter dem Künstlernamen Regina Marcella seit 1958.
In den Folgejahren dressierte er eine gemischte Raubtiergruppe aus Eis, Braun- und Kragenbären, Löwinnen, einem Tiger, Pumas und Leoparden, mit der Regina Marcella von 1961 bis 1964 bei Zirkus Busch auftrat, während Hanno Coldam dort seine männlichen Löwen vorführte.

### Schwarze Panther
Internationalen Ruhm brachte ihm eine Gruppe von zehn Schwarzen Panthern ein, mit der Hanno Coldam im weißen Frack am 27. März 1965 bei Busch Premiere feierte. Die Tiere – eine Farbvariante des Leoparden – sind nicht nur selten, sondern auch kontaktscheue Einzelgänger. Coldam hatte sie seit 1963 aneinander gewöhnt und dressiert. Höhepunkte der Vorstellung waren eine als Bar dekorierte Pyramide, bei der die Tiere sehr dicht zusammen standen, ein Feuerreifensprung und der „Lampenlauf“ über einen Balken in der abgedunkelten Manege, bei dem der Panther „Tarzan“ mit jedem Schritt ein Licht an dem Balken einschaltete.
Noch im Premieren-Jahr wurde Hanno Coldam als erster Dompteur mit dem Kunstpreis der DDR ausgezeichnet. Die ungewöhnliche Tiergruppe gab dem DEFA-Spielfilm Schwarze Panther sowohl den Titel als auch den Handlungsrahmen und feierte bereits 1966 Premiere. Den Panther-Dompteur spielte Horst Kube. Coldam selbst war im Clownskostüm mit seiner Rasiernummer zu sehen, bei der er einem Löwen die Schnauze mit Schlagsahne einschmiert und mit einem riesigen Messer „rasiert“.
1968 übernahm Regina Marcella die Gruppe und führte sie als ausgebildete Tänzerin im schwarzen Abendkleid besonders elegant vor. Die Dressur bleibt bis heute einzigartig. Als „Die Pantherfrau“ berichtete sie im gleichnamigen Porträt-Buch von Sarah Kirsch (Aufbau-Verlag 1973) über ihr Leben und die Zirkusarbeit. Eine Werbekampagne eines französischen Zirkus, der zur selben Zeit eine Gruppe von zwölf Panthern ankündigte, stellt sich bald als Bluff heraus – der Aufbau der Gruppe war gescheitert, die Tiere im Zoo Marseille gelandet. 1974 führte Jenny Rugado auf einer Frankreich-Tournee die bereits durch Todesfälle verkleinerte Tiergruppe letztmals vor, bevor Francesco Capri die verbliebenen Tiere in seine gemischte Raubtiergruppe eingliederte.

### Weitere Raubtiergruppen

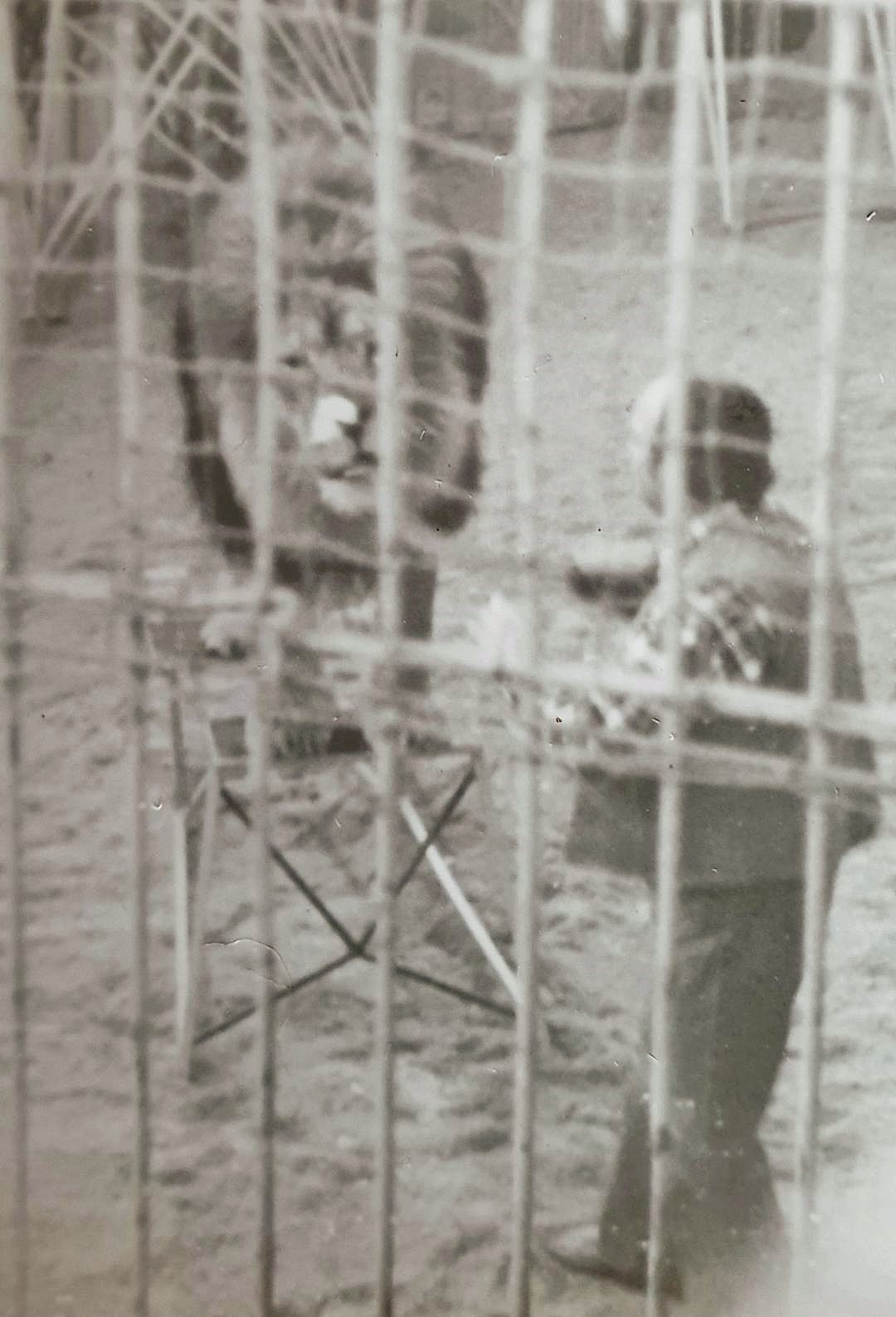
Hanno Coldam probt mit dem Rasierlöwen im Winterquartier des Staatszirkus der DDR in Dahlwitz-Hoppegarten.

Coldam hatte zu diesem Zeitpunkt längst eine neue Raubtiergruppe von fünf Berberlöwen in komischer Aufführung aufgebaut, die er erstmals im Februar 1973 bei Circus Krone in München präsentierte. In seiner Paraderolle als Clown im Löwenkäfig zeigte er den Rasiertrick mit gleich zwei Löwen. „Höhepunkt des Abends“ bis „Sensation“ lobten die Münchner Zeitungen die Nummer, die neben Regina Marcellas Panthern glänzte.
Getreu seinem Credo „Wir möchten nicht einseitig werden und außerdem immer etwas Neues anbieten“, begann Coldam 1973 mit den Proben für eine neue Gruppe aus fünf Tigern und fünf Löwen. Diese 25-minütige Show der beiden Coldams wechselte 1976 zwischen seriös und komisch. Verkleidet als ulkiger Herr aus dem Publikum, mischte Coldam die Vorstellung von Regina Marcella auf.
Anfang der 1980er-Jahre weilten die Coldams länger im Ausland: Zuerst beim niederländischen Tournee-Zirkus Sjoukje Dijkstra, dessen Gastspiel vom Zirkus Carl Althoff in 42 Städten der Bundesrepublik fortgeführt worden ist, danach 1980 und 1981 beim Yano Circus in Japan. Die beiden Saisons 1982 und 1983 tourten sie durch die damalige Sowjetunion. Mit bis zu vier Raubtiergruppen gleichzeitig reisten das Ehepaar und ihre Tochter Marcella (* 1958).
Der Tierpark Berlin züchtete 1984 zwölf Indische Löwen für eine neue Gruppe, mit der Coldam im Herbst 1988 Premiere feierte und sie bereits im folgenden Winter auf 16 Tiere erweiterte. Auf den Tourneen des Zirkus Busch 1989 und 1990 führte Tochter Marcella die Löwen vor.

### Letzte Jahre

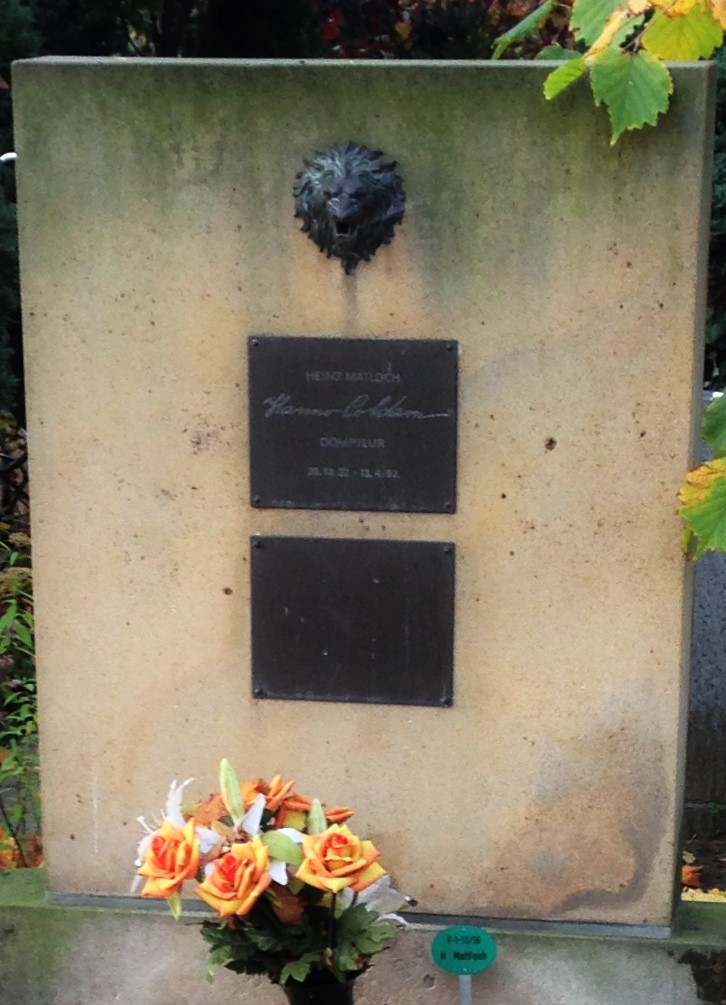
Der Grabstein für Hanno Coldam auf dem Sophienfriedhof II im Jahr 2014.

In der Folge von Mauerfall und Wiedervereinigung wurde der Staatszirkus der DDR in die Berliner Circus Union (BCU) überführt. Durch Wegfall staatlicher Subventionen, Missmanagement der BCU und abgenommenes Publikumsinteresse waren die hohen Aufwendungen für die 18 Indischen Löwen Coldams nicht mehr finanzierbar. Wohl auch durch die Kostspieligkeit der Darbietung kam kein Gastspiel beim Circus Krone mehr zustande. Die üblichen Gagen für Dompteure reichten nicht aus, um die Gruppe privat durch die Coldams zu erhalten. Weihnachten 1991 zeigten Vater und Tochter in Den Haag letztmals ihre Löwendressur. Im Februar 1992 erhielten Hanno Coldam, Regina Marcella und Marcella die Kündigung durch die BCU.
Laut Aussage seiner Tochter Marcella legte er sich am Tag der Kündigung ins Bett, ohne es je wieder zu verlassen. Bereits zwei Monate später starb er im Alter von 59 Jahren in Berlin mit der offiziellen Diagnose Krebs. Am 23. April 1992 wurde er auf dem Sophienfriedhof II in Berlin-Mitte beerdigt. Die Doppel-Grabstelle ist nicht mehr vorhanden.

## Schüler
Do Thi Hao (* 1949), eine Absolventin der Artistenschule Hanoi, lernte bei Coldam 1973 bis 1975 die Raubtierdressur. Sie debütierte in der Sommer-Saison 1975 bei Busch mit ihren vier dressierten Löwen aus dem Leipziger Zoo, mit denen sie in den Zirkus in Hanoi zurückkehrte.
Ibrahim, der Sohn eines tödlich verunglückten ägyptischen Raubtierdompteurs, der für den Ägyptischen Nationalzirkus in Kairo in den 1970er Jahren ausgebildet worden ist.
Erhard Samel (1940–2015) begann 1961 als Assistent der Coldams bei der gemischten Raubtiergruppe, die er 1967 übernahm und neu formierte. Zusammen mit seiner Ehefrau Christiane gastierte er lange Zeit im Ausland, darunter von 1974 bis 1976 bei Ringling Bros. and Barnum & Bailey. Ab 1980 traten sie unter anderem mit Schimpansen als freiberufliche Künstler auf und absolvierten zahlreiche Fernsehauftritte.
Marcella Matloch (* 1958), die Tochter Coldams, war seit 1975 bei Coldam als Tierpflegerin beschäftigt und wurde von ihm in der Dressur ausgebildet. Von 1982 bis 1991 war sie als „Marcella“ als Vorführerin tätig.

## Privates
Hanno Coldam war seit Anfang 1958 mit Regina Matloch (geborene Moschek, * 12. Mai 1931), einer ehemaligen Balletttänzerin und Kunstreiterin, verheiratet, die seit 1949 bei Aeros auf Elefanten ritt und die Hohe Schule vorführte. Sie trat später an der Seite ihres Mannes auf und übernahm teils seine Dressurgruppen. International bekannt wurde sie mit den Schwarzen Panthern, die sie unter dem Künstlernamen Regina Marcella präsentierte. Das Ehepaar reiste gemeinsam mit bis zu vier Raubtiergruppen gleichzeitig.
Ihre gemeinsame Tochter Marcella Matloch (* 1958) wuchs vorwiegend im Zirkus auf, lernte seit 1975 Tierpflegerin und trat von 1982 bis 1991 unter ihrem Vornamen mit der gemischten Löwen-Tiger-Gruppe sowie den Indischen Löwen ihres Vaters auf. Nach der Kündigung durch die Berliner Circus Union arbeitete sie zuerst als Verkäuferin und machte sich später als ausgebildete Nageldesignerin mit einem Nagelstudio in Berlin-Mitte selbständig.

## Trivia
Hanno Coldam gehörte neben Ursula Böttcher, Wolf Mantang, Rudolf Born und Francesco Capri zu den ersten Dompteuren der Nachkriegszeit.
Er war neben Chefdresseur Helmut Rudat der einzige Chefdompteur des VEB Zentral-Zirkus, später Staatszirkus der DDR.
Hanno Coldam war eines von zwölf Mitgliedern der Prüfungskommission, die gemäß der „Anordnung über die Ausstellung von Berufsausweisen für die Artistik und Kleinkunst“ vom 5. Juni 1958 die Darbietungen zu begutachten hatten.
Coldams letzte Dressurgruppe, die 18 Indischen Löwen, wurde Ende März 1992 in das Safariland Stukenbrock bei Bielefeld abgegeben. Alle Tiere sollen 1993 an der Katzenstaupe eingegangen sein.
Der Löwe Pascha, den Coldam mit der Flasche aufzog und mit dem er den freihändigen Kopftrick zeigte, befindet sich als Dermoplastik in der Sammlung der Stiftung Stadtmuseum Berlin. Das Präparat wurde zu Zirkus-Ausstellungen im Nicolaihaus 2001/2002 und im Ephraim-Palais 2005 gezeigt. In letzterer Ausstellung war auch ein Kostüm Marcellas zu sehen.
Der Zirkus-Historiker Julius Markschiess-van Trix initiierte Ende der 1990er-Jahre die Anfertigung einer Hanno-Coldam-Gedenkplakette, die ein Porträt des Dompteurs neben einem Löwenkopf zeigt. Die Plakette wurde verdienstvollen Artisten überreicht.

## Auszeichnungen
- 1965 Kunstpreis der DDR als erster Dompteur.
- 1980 Nationalpreis der DDR III. Klasse für Kunst und Literatur (zusammen mit Ursula Böttcher, Siegfried Gronau und Gerhard Quaiser).

## Filmografie
Film
- 1953 Sterne über Colombo  Hanno Coldam als dunkel geschminkter Boy.
- 1954 Die Gefangene des Maharadscha
- 1955 Der Augenzeuge 1955 / Nr. 34: Zirkus-Streiflichter „Aeros“ (Reportage), Coldam im Portrait mit seiner Löwengruppe.[35]
- 1965 Der Augenzeuge 1965 / Nr. 31: Gastspiel des Zirkus Busch (Reportage), Anlaufdatum 30. Juli 1965. Coldam mit seiner Panther-Gruppe.[36]
- 1966 Schwarze Panther Auftritt als Clown mit dem Rasierlöwen. Einarbeitung der Panther bei den Dreharbeiten.
- 1981 Ein Engel im Taxi. Episode 1 Ein Unglück kommt selten allein. DFF 1981. Coldam als Dompteur.[37]

Fernsehen
- 1963 Das Stacheltier – Träume sind Schäume. Coldam als Berater für die Tigerdressur.[38]
- 1972 Nacht der Prominenten, DFF: Coldams Löwen mit Gojko Mitić
- 1975 Nacht der Prominenten, DFF: Coldams Löwen mit Eva-Maria Hagen